# Leprechaun (serie de filme)
Leprechaun este o serie de șase filme americane de groază de comedie. A început cu filmul  omonim din 1993 (filmat în 1991) și prezintă un leprechaun malefic și răufăcător pe nume "Lubdan", care, după ce i se ia aurul, recurge la orice mijloace necesare pentru a-l recupera. Actorul englez Warwick Davis a jucat rolul titular în toate filmele, singura excepție fiind  relansarea Leprechaun: Origins din 2014, în care Dylan Postl (cunoscut ca Hornswoggle în WWE) l-a înlocuit pe Davis în rolul lui Lubdan.
O relansare a seriei a fost anunțată, ca parte a unei înțelegeri privind două filme între Lionsgate și WWE Studios.

## Filme
| Film                                                                | Regizor               | Scenarist(i)                                                      | Producător(i)                                             |
| Leprechaun (Spiridușul, 1993)                                       | Mark Jones            | Mark Jones                                                        | Mark Amin & Jeffrey B. Mallian                            |
| Leprechaun 2 (Spiridușul 2, 1994)                                   | Rodman Flender        | Turi Meyer & Al Septien                                           | Donald P. Borchers & Mark Jones                           |
| Leprechaun 3 (Spiridușul 3, 1995)                                   | Brian Trenchard-Smith | David DuBos                                                       | Mark Amin, Jeff Geoffray, Walter Josten & Henry Seggerman |
| Leprechaun 4: In Space (Spiridușul 4: În spațiul cosmic, 1997)      | Brian Trenchard-Smith | Dennis A. Pratt & Scott Atkins                                    | Mark Amin, Jeff Geoffray & Walter Josten                  |
| Leprechaun: In the Hood (Spiridușul 5: În cartier, 2000)            | Rob Spera             | Doug Hall, John Huffman, Alan Reynolds, Rob Spera & William Wells | Bruce David Eisen, Darin Spillman & Mike Upton            |
| Leprechaun: Back 2 tha Hood (Spiridușul 6: Înapoi în cartier, 2003) | Steven Ayromlooi      | Steven Ayromlooi                                                  | Mike Upton                                                |
| Leprechaun: Origins (Spiridușul: Origini,2014)                      | Zach Lipovsky         | Matt Venne & Harris Wilkinson                                     | Chris Foss & Michael Luisi                                |

## Prezentare generală

### Leprechaun (1993)
În filmul original Leprechaun (1993), Daniel O'Grady (Shay Duffin) prinde Leprechaun-ul (Warwick Davis) în timp ce se afla în Irlanda, îi ia aurul și-l duce pe ascuns înapoi în casa sa din Dakota de Nord, fără să știe că Leprechaun-ul l-a urmărit. Cei doi se luptă pentru aur și O'Grady îl rănește și apoi îl sigilează într-o cutie cu un trifoi cu patru foi, deoarece înainte  să poată ucide creatura  O'Grady suferă un accident vascular cerebral. Zece ani mai târziu Leprechaun-ul este eliberat accidental de către Tory Redding (interpretată de necunoscuta  Jennifer Aniston pe atunci) și noii ei prieteni, și urmează un măcel în căutarea după aurul său, pe care Alex Murphy (Robert Gorman) și Ozzie (Mark Holton) l-au descoperit. După ce Leprechaun-ul recuperează o mare parte din aur, este învins de Alex care trage în gâtul acestuia un trifoi cu patru foi cu ajutorul unei prăștii și fratele mai mare al lui Alex Nathan (Ken Olandt) provoacă o explozie care prinde Leprechaun-ul.

## Legături externe
- Leprechaun la Cinemagia

## Vezi și
- Listă de serii cu șase filme